# Бишумуйжа
Би́шумуйжа — микрорайон города Риги, расположенный в Земгальском предместье, на юго-западе латвийской столицы. Название получил по городской усадьбе Биненхоф, что переводится как «пчелиная усадьба» (латыш. Bišumuiža).
Главная улица, пересекающая микрорайон — улица Баускас (названная по городу Бауска, по направлению к которому и ведёт). Долгое время самым известным предприятием Бишумуйжи считалась спичечная фабрика «Комета» (фабрика была основана в 1922 году). Район своей северной и северо-восточной стороной примыкает к небольшому узкому каналу Биекенгравис, который отделяет «материковую» часть левобережья Западной Двины от острова Луцавсала.
Был известен также цех рижского завода крашения и химической чистки «Звайгзне», ныне не функционирующий. На территории Бишумуйжи фактически в условной приграничной зоне с другим рижским микрорайоном — Катлакалнсом — находится также Рижский молочный комбинат. Этот комбинат основан в 1924 году и первоначально фигурировал под названием Рижской молочной централи, расположившейся в бывших цеховых помещениях завода «Руссо-Балт».
Поместье Биненгоф построено в 1773 году для владельцев Бранденбурга и Шилдера, а вокруг него вскоре начала формироваться районная одно- или двухэтажная застройка. Уже в 1828 году Бишумуйжа впервые упоминается на плане города как его самостоятельная часть. Во второй половине XIX века на территории вокруг поместья Биненгоф работают ленточная фабрика и один из наиболее прогрессивных в городе сахарных заводов. Вплоть до Первой мировой войны в Бишумуйже располагалась бумажная фабрика. В 1926—1965 годах на территории этого рижского микрорайона находилась спичечная фабрика «Везувий».

## Транспорт
Автобусы
- 23: ул. Абренес — Баложи
- 26: ул. Абренес — Катлакалнс

Трамвай
- 10: Центральный Рынок — Бишумуйжа

## Галерея
|                     |  |                 |  |                          |
| Главный дом усадьбы |  | Домик садовника |  | Хозяйственная пристройка |